# Huitième campagne de Sargon II

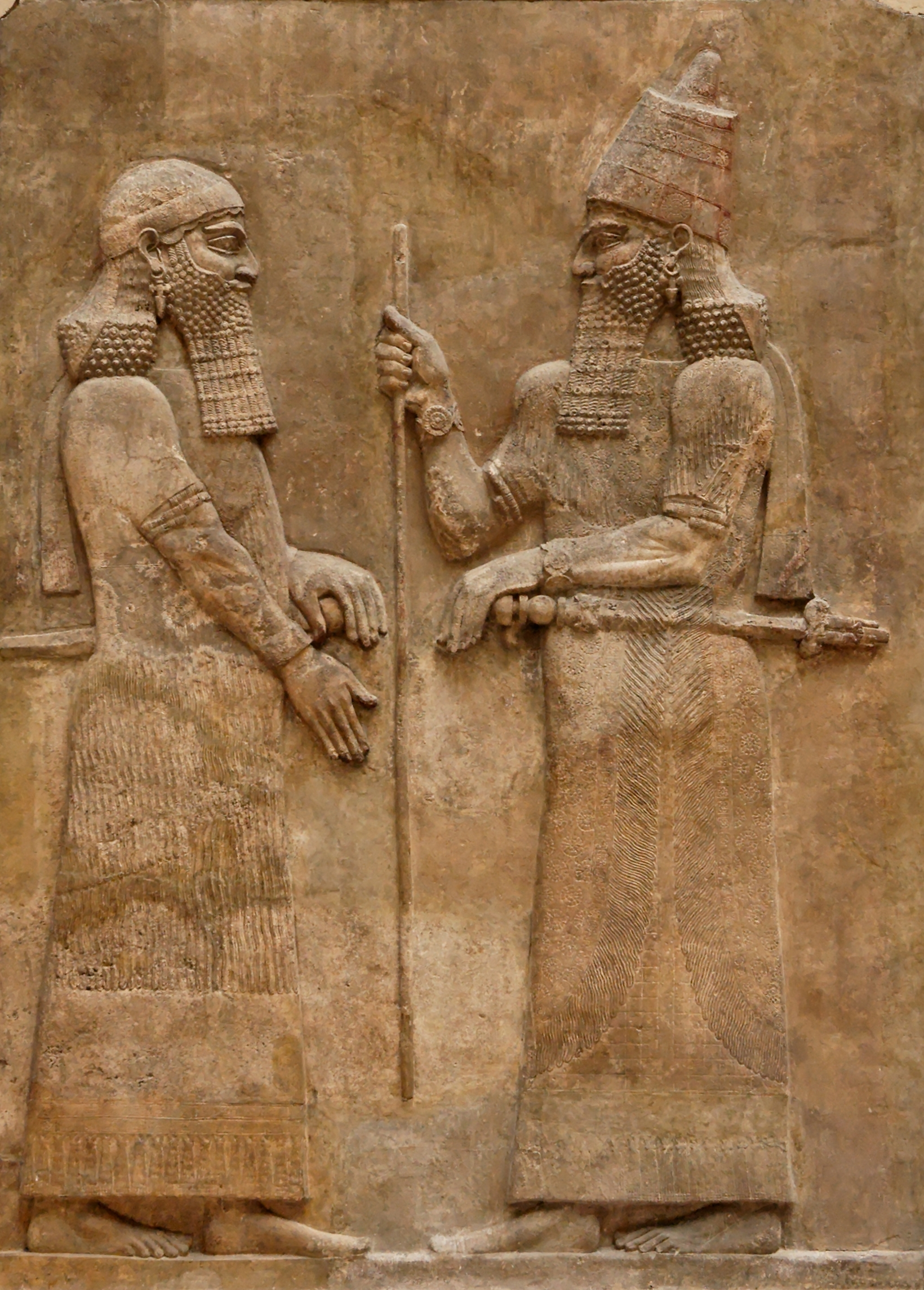
Sargon II et un haut dignitaire.
Bas-relief du palais de Dur-Sharrukin

En 714 av. J.-C., le roi assyrien Sargon II mène une campagne victorieuse contre l'Urartu, le plus sérieux adversaire à l'expansion de son empire. Cette expédition est l'une des mieux connues et des plus fameuses de l'histoire de la Mésopotamie antique, car le récit de son déroulement fut écrit sur une tablette qui nous est parvenue, et est actuellement conservée au musée du Louvre à Paris. Mais ce récit provenant d'un seul camp, il est évident qu'il cherche à mettre en valeur celui-ci, contre l'ennemi qui est constamment dénigré. Des tablettes de la correspondance de Sargon II nous ont fourni d'autres informations sur le contexte de cet évènement.

## Contexte: la lutte entre l'Urartu et l'Assyrie
Le royaume d'Urartu, situé entre l'Anatolie orientale et l'Arménie, est au VIIIe siècle le plus puissant adversaire de l'Assyrie, puisqu'il représente une menace sur toute la frontière nord et nord-est de ce royaume. La première moitié de ce siècle ayant été marquée par un affaiblissement de l'Assyrie, les rois urartéens avaient réussi à étendre leur influence vers le sud, retournant de leur côté de nombreux vassaux assyriens, sans pour autant être capables de remporter de grandes victoires face à l'armée ennemie avant 753, quand Sarduri II (756-730) bat Assur-Nerari V. Mais cette situation ne dure pas une dizaine d'années. Aussitôt après son avènement, Teglath-Phalasar III (747-722) effectue une série d'offensives victorieuses contre les alliés de l'Urartu en Syrie, avant de battre Sarduri lors d'un affrontement direct en Commagène. La seule offensive que le roi assyrien lance en direction de l'Urartu est cependant infructueuse.

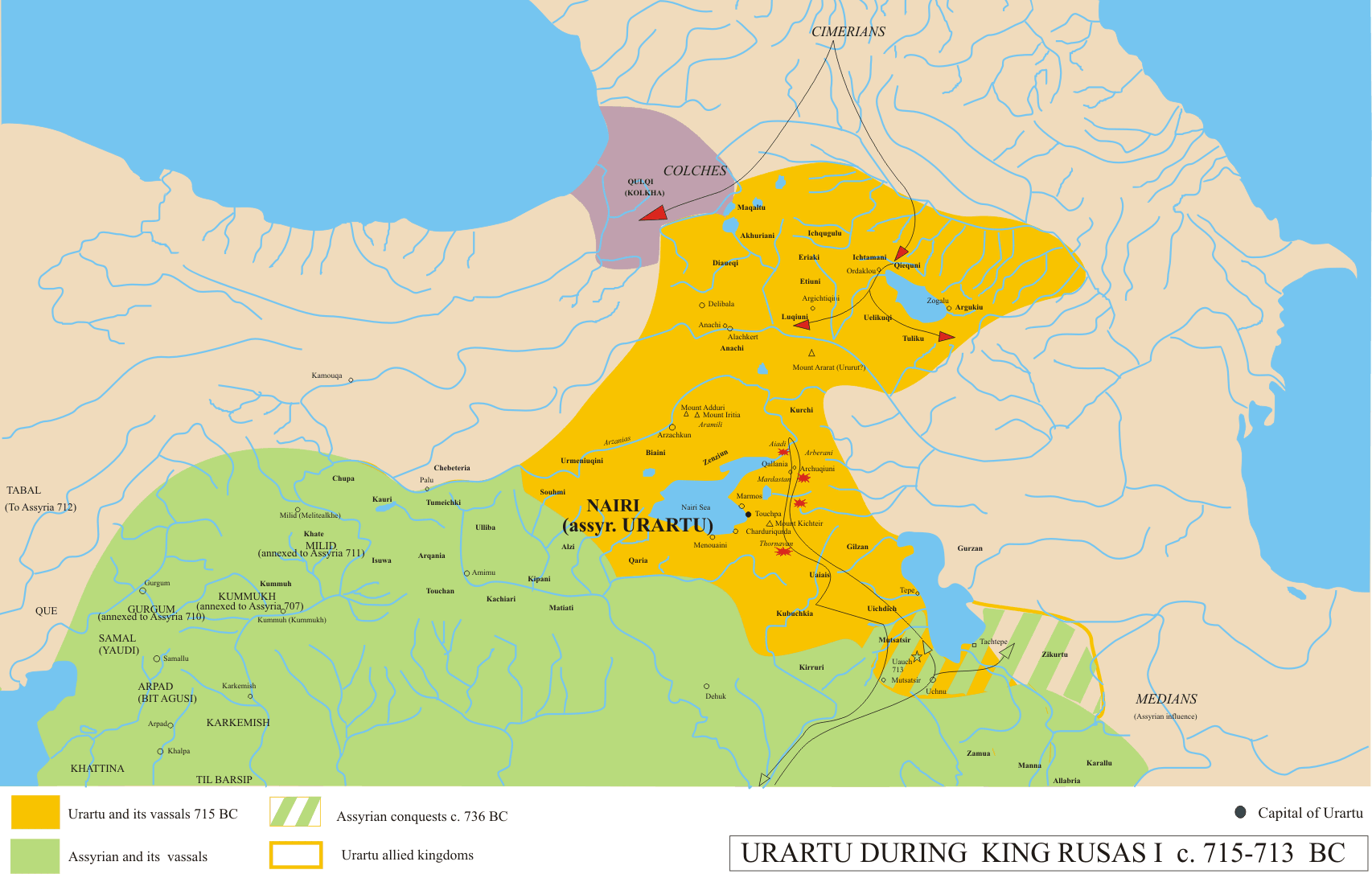
L'Urartu au moment de la campagne de Sargon II.

La lutte entre les deux royaumes prend une autre tournure une dizaine d'années plus tard, alors que Rusa Ier (730-714) règne en Urartu, et Sargon II (722-704) en Assyrie. Rusa représente une menace sérieuse pour l'Assyrie, et il soutient de nombreuses révoltes contre ce royaume, que Sargon est obligé de réprimer. Il défait d'abord les royaumes syriens alliés de l'Urartu, qu'il incorpore à son empire, puis défait Midas, le roi phrygien, un autre allié de Rusa. Sargon fait ensuite face à de nombreuses révoltes au nord-est de son royaume, soutenues par Rusa qui remplace les rois mannéens vassaux des Assyriens par des personnages qui lui sont fidèles. Le roi assyrien commence à les réprimer entre 716 et 715. Il prend la ville de Kharkhar, qu'il renomme Kār-Sharrukēn (Fort-Sargon), et d'où il lance des offensives pour soumettre les rebelles, le roi Dalta d'Ellipi, des roitelets mèdes, et aussi le mannéen Daiukku, et commence à prendre des places uratéennes.
L'Urartu représente cependant toujours une menace sérieuse pour l'Assyrie, et après ses premiers succès, Sargon veut porter un coup fatal à son ennemi, d'autant plus qu'il reste encore des rois insoumis dans les régions situées au nord-est de son royaume. Par ses espions se trouvant en territoire urartéen, à la cour de Tushpa et même jusqu'en Transcaucasie, Sargon est renseigné sur les mouvements des troupes ennemies. Il apprend alors plusieurs nouvelles qui vont le décider à agir : la défaite subie par les Urartéens et leurs alliés phrygiens face aux Cimmériens dans la région au sud du Caucase, et la tentative avortée de coup d'État initiée  par un fils de Rusa. C'est donc le moment opportun pour frapper un adversaire affaibli.

## La bataille contre l'Urartu
En 714 av. J.-C., Sargon, conforté par ses succès et les renseignements qui lui sont parvenus de ses espions, se décide à attaquer les alliés orientaux de l'Urartu. L'armée assyrienne se rassemble dans la province de Lullumu, où le roi inspecte ses troupes. La troupe part en direction de l'est, vers le pays de Zikirtu et d'Andia. Les premières rencontres avec des roitelets de ces régions se déroulent sans heurts, et Sargon reçoit au cours d'un grand banquet des tributs de la part de ceux-ci, souverains d'Allabria, d'Ellipi, et aussi des rois mèdes et perses. Le roi Ullusunu d'Uishdish vient supplier Sargon de l'aider à remonter sur son trône, qu'il a perdu depuis que les Urartéens ont pris sa ville.
L'armée assyrienne pénètre ensuite dans des territoires moins favorables, alliés à l'Urartu. Le pays de Gizilbundi se soumet sans heurts. Une forteresse est bâtie dans cette région, avant que ne soit lancée l'attaque contre le roi de Zikirtu, Mitatti, ancien vassal de l'Assyrie, et un des principaux alliés de Rusa dans la région. Celui-ci ne peut résister à l'attaque et s'enfuit avec son armée, rejoignant l'armée urartéenne, qui s'est décidée à réagir.
La confrontation entre les deux puissances se produit à côté de la ville d'Uishdish, où l'armée urartéenne attend l'armée assyrienne, venue reprendre la ville pour Ullusunu. Sargon apprend que les ennemis l'attendent dans les montagnes de la région. Au lieu d'arrêter son armée en vue d'octroyer du repos à ses troupes, il préfère continuer pour prendre l'ennemi de court. Le rapport de la campagne décrit une armée assyrienne en proie à la faim et la soif, épuisée par la longue marche effectuée dans cette région montagneuse. Mais Sargon s'est décidé à frapper vite, et attaque l'ennemi par surprise alors que toute son armée n'est pas encore sur le champ de bataille.
Selon ses dires, il dirige lui-même la charge avec sa puissante cavalerie, qui enfonce les rangs adverses qui n'ont pas bien eu le temps de se préparer au combat. Sargon et sa garde se lancent sur le char de combat de Rusa, qui s'enfuit du champ de bataille, alors que son armée est en déroute. Devant la fuite de son souverain, la troupe urartéenne se met à fuir à son tour, poursuivie par l'armée assyrienne. Selon le récit, les fuyards sont pourchassés dans les montagnes, où ceux qui ne sont pas massacrés meurent de froid, enfouis sous la neige. C'est une déroute totale pour l'armée urartéenne et Sargon restitue Uishdish à Ullusunu, qui devient son vassal.

## Le pillage de Musasir

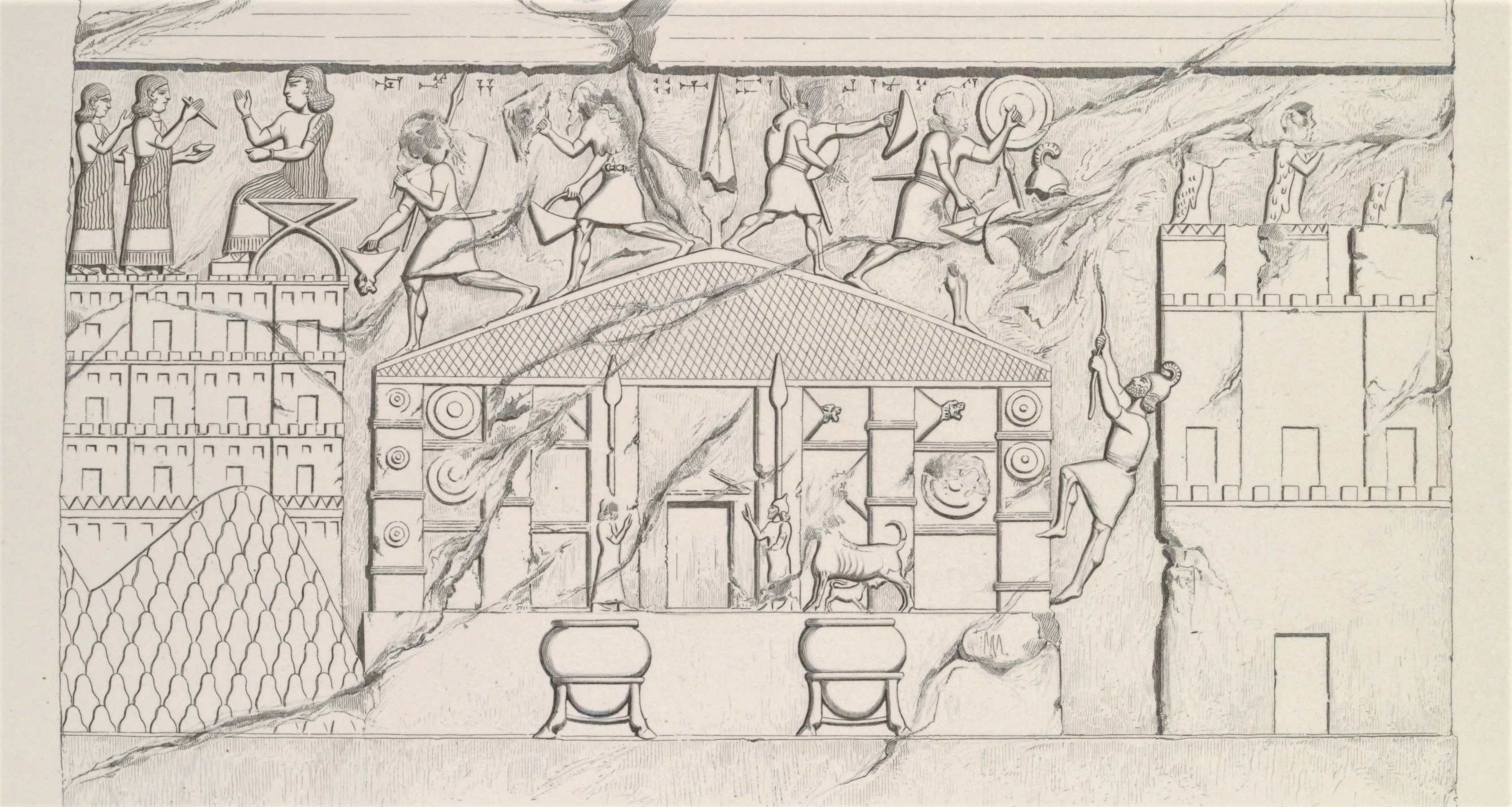
Représentation du pillage du temple de Haldi à Musasir.

Après cette victoire, les troupes assyriennes cherchent à semer la terreur chez les alliés de l'Urartu se trouvant dans la région du lac d'Urmiyah. Le récit de la campagne décrit les territoires parcourus avec certains détails ayant marqué les envahisseurs, comme les chevaux du pays d'Ushqaia, ou les travaux hydrauliques d'Ulkhu. Plus à l'ouest, le pays de Naïri est envahi et son roi Yanzu verse un tribut à Sargon. Après cela, l'armée assyrienne repart en direction de l'est, vers le pays de Musasir, la ville sainte de l'Urartu, où se trouve le lieu de culte principal du grand dieu national, Haldi. Le roi de ce pays, Urzana, avait longuement hésité entre l'alliance assyrienne ou urartéenne, avant que le roi d'Urartu n'envahisse la ville.
Avant de se lancer à la conquête du royaume de Musasir, les devins qui accompagnaient toujours l'armée assyrienne avaient noté que des présages favorables entouraient cette campagne. Parmi ces présages, une éclipse lunaire, qui a pu être datée du 24 octobre 714. Les éclipses sont habituellement des mauvais présages, et de nombreux soldats de l'armée de Sargon auraient pris peur lorsque l'événement s'était produit. Mais le récit explique que les devins assyriens ont vite établi que dans ce cas-là le présage concernait Musasir, et non l'armée assyrienne.
La ville de Musasir se rend apparemment sans résistance. Les Assyriens se livrent alors à son pillage, abondamment détaillé dans le rapport de la campagne. La ville, qui était un lieu de culte de premier plan, paraît avoir renfermé d'immenses richesses : selon le rapport, l'armée assyrienne aurait pris une tonne d'or, cinq tonnes d'argent et des milliers d'objets divers. Symbole de la victoire de l'Assyrie sur l'Urartu, la statue du dieu Haldi, censée être la manifestation de sa présence sur Terre, est emportée en captivité en Assyrie, où il doit servir à illustrer la suprématie du dieu Assur, le patron de l'Assyrie. Musasir devenait vassale du roi assyrien, et devait lui verser un lourd tribut. En apprenant la prise de la ville sainte, Rusa se serait suicidé en s'éventrant avec son épée, ce dont on peut douter.

## Célébration de la victoire

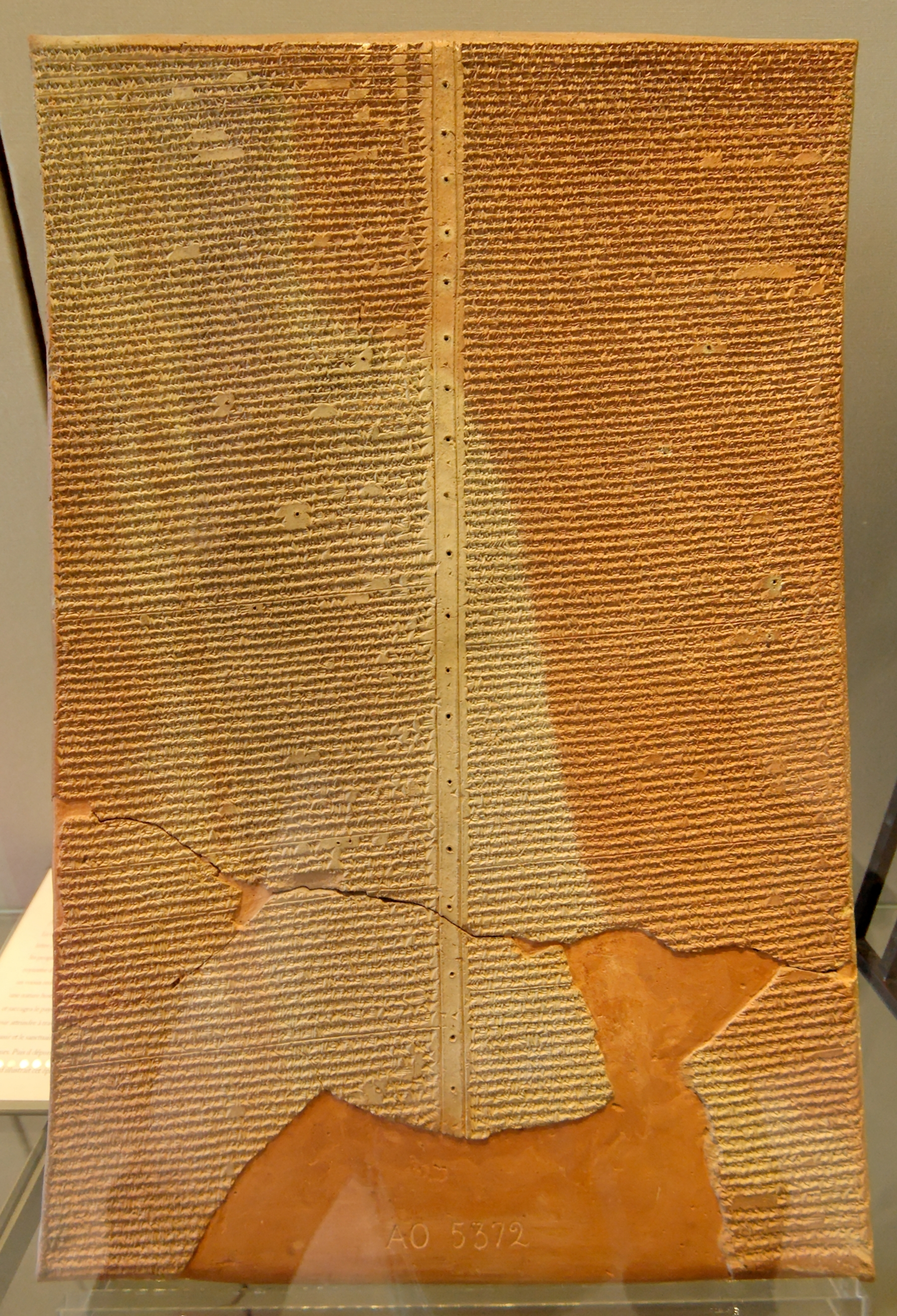
Tablette relatant la 8e campagne de Sargon II, longue de 430 lignes, 714 av. J.-C., musée du Louvre

De retour en Assyrie, victorieux et ayant amassé un formidable butin, Sargon effectue un triomphe, et témoigne sa gratitude à son dieu, Assur, en le comblant de nombreux présents. Il fait aussi rédiger le récit de sa campagne sous une forme de rapport fait à Assur, et aux autres divinités ayant un temple dans la ville d'Assur, et aussi à la cité d'Assur et à ses habitants. Ce genre de récits était en fait destiné à être lu en public au cours de la cérémonie commémorant une campagne victorieuse, et sert évidemment à la propagande du roi assyrien. Le texte a été retranscrit et déposé dans l'Esharra, le temple de son dieu dans la capitale religieuse de l'Assyrie. C'est grâce à ce document de plus de cinq cents lignes que la huitième campagne de Sargon est si bien connue, car le passage la concernant dans les Annales du souverain est bien plus court. Il s'agit avant tout d'un texte faisant l'apologie du roi victorieux, et il est certain que de nombreux détails aient été tournés à son avantage. L'armée assyrienne est constamment présentée comme bravant de nombreux dangers dans un pays hostile, face à des ennemis qui s'illustrent surtout par leurs défauts, et finissent irrémédiablement vaincus, car il ne pouvait en être autrement selon l'idéologie politique assyrienne.
La domination assyrienne sur Musasir est de courte durée, puisque cette cité retourne ensuite dans le giron urartéen. Il apparaît néanmoins que l'armée assyrienne a remporté une indubitable victoire face à son plus redoutable adversaire, le seul royaume qui pouvait encore lutter de front face à lui, même s'il ne l'a pas atteint au cœur de son royaume (si tant est que cela ait été son but). Le nouveau souverain de l'Urartu, Argishti II, tourne ses ambitions vers l'Arménie et la Transcaucasie, où pointent à l'horizon les tribus Cimmériennes qui constituent dès lors les principaux adversaires de son royaume. Il ne représente donc plus une menace pour l'Assyrie. À partir de ce moment, l'Assyrie n'a plus d'adversaire à sa hauteur, représentant une menace réelle, dans tout le Proche-Orient. La suite de son histoire est consacrée à la lutte contre les révoltes de ses vassaux, soutenues pas des royaumes ennemis (Égypte, Élam), incapables de lutter face à face contre la redoutable armée assyrienne. Cette situation dure jusqu'à la fin du VIIe siècle lorsque, malgré la résistance acharnée de l'Assyrie, les armées de Cyaxare anéantissent en peu d'années l'empire assyrien.